# Sluitersveldssingel
De Sluitersveldssingel in Almelo is een noordoostelijke uitvalsweg richting Ootmarsum en ligt op de grens van de wijk Sluitersveld.
De Sluitersveldssingel is onderdeel van de N349, kruist de Van Rechteren Limpurgsingel en loopt langs het Schelfhorstpark.
Deze singel ontlast de Ootmarsumsestraat van doorgaand verkeer en sluit aan op de Ring Almelo. Een groot stuk heeft aan weerszijden een aparte busbaan.